# Your Secret Love
Your Secret Love è il decimo album in studio del cantautore statunitense Luther Vandross, pubblicato nel 1996.

## Tracce
1. Your Secret Love – 4:12 (Luther Vandross, Reed Vertelney)
2. Love Don't Love You Anymore – 5:12 (Vandross)
3. It's Hard for Me to Say – 4:34 (Vandross, Skip Anderson)
4. Crazy Love – 5:13 (David Lasley, Robin Lerner, Marsha Malamet, Allan Rich)
5. I Can Make It Better – 5:35 (Vandross, Marcus Miller)
6. Too Proud to Beg – 4:50 (Vandross, Vertelney)
7. I Can't Wait No Longer (Let's Do This) (featuring Deidra "Spin" Roper of Salt-n-Pepa) – 5:39 (Miller, Dee Dee Roper)
8. Nobody to Love – 5:45 (Vandross, Miller)
9. Whether or Not the World Gets Better (featuring Lisa Fischer) – 5:31 (Vandross)
10. This Time I'm Right – 5:07 (Vandross)
11. Knocks Me Off My Feet – 3:44 (Stevie Wonder)
12. Goin' Out of My Head – 5:17 (Teddy Randazzo, Bob Weinstein)